# Die hölzernen Kreuze
Die hölzernen Kreuze (französisch: Les Croix de Bois) auch Hölzerne Kreuze oder Jenseits der deutschen Gräben ist ein französischer Antikriegsfilm von Raymond Bernard aus dem Jahr 1932, der auf der gleichnamigen Autobiografie von Roland Dorgelès basiert.

## Handlung
Der Film spielt im Ersten Weltkrieg an der Westfront, wo sich deutsche und französische Truppen gegenüberstehen. Als der französische Adjutant Gilbert Demachy zu seiner Einheit, dem 5. Trupp, 3. Kompanie, 39. Infanterie-Regiment, kommt, ruht diese im rückwärtigen Gebiet. Demachy wird von Korporal Breval dem Rest der Truppe vorgestellt. Nachdem er von Sulphart, der von Breval als „Großmaul der Kompanie“ bezeichnet wird, eingewiesen wurde, spricht Demachy mit Breval über sein Leben vor der Einberufung, während der Rest der Truppe trinkt und tanzt. Kurz darauf bemerken sie eine andere Gruppe von Soldaten, die feierlich vorbeimarschiert: Zwei tragen eine Bahre mit einem Toten, einer ein großes Holzkreuz, vier weitere folgen ihnen. Sie verstummen, drehen sich um und salutieren.
Die Truppe wird zu einem Frontgraben geschickt, und als sie dort in der Nacht ankommt, werden Sulphart und Lemoine zur ersten Wache abkommandiert, während der Rest der Truppe in einem großen Unterstand Schutz sucht. Ein anderer Soldat kommt in den Unterstand, um Freiwillige für eine Patrouille zu suchen, für die sich Demachy und Vairon melden. Sie schließen sich drei anderen an, die durch das Niemandsland kriechen und eine deutsche Stellung auskundschaften sollen. Als sie sich der Stellung nähern, fordert Vairon die anderen auf, stehen zu bleiben, während er und Demachy weitergehen; sie stellen fest, dass die Stellung von einer Gruppe deutscher Soldaten besetzt ist, die um ein Feuer sitzen und von denen einer singt. Bald werden sie durch Schüsse gestört, als die Artillerie beginnt, den deutschen Graben zu beschießen, woraufhin die beiden Soldaten zu den anderen drei zurückkehren und sich zurückziehen. Die Männer im Unterstand glauben, dass es sich bei der zurückkehrenden Patrouille um eine angreifende Truppe handelt, und stürzen sich in die Verteidigung, obwohl sie darüber informiert werden, dass es sich um die zurückkehrende Patrouille handelt. Vairon wird in die Brust geschossen und ist sofort tot.
Die Gruppe trauert um ihn und kehrt in den Unterstand zurück. Alle außer Demachy versuchen zu schlafen, denn er hört, wie die Deutschen unter ihm graben. Er alarmiert seine Kameraden im Unterstand und läuft los, um Sergeant Berthier und Leutnant Morache zu informieren, die mit einem technischen Offizier zum Unterstand kommen. Sie bestätigen die Verminung und wollen den Unterstand verlassen, um ihr Kommando zu informieren, werden aber von einem Soldaten aufgehalten, der sie fragt, ob sie im Unterstand bleiben sollen. Es besteht keine Gefahr. Obwohl die Truppe beunruhigt ist, versucht sie, sich gegenseitig Mut zu machen. Drei Tage später wartet die Gruppe darauf, von einer anderen Einheit abgelöst zu werden, doch die Deutschen graben weiter und legen unbemerkt Sprengstoff. Sie wurden um 21:07 Uhr abgelöst und informierten die ablösende Einheit über die Deutschen unter dem Unterstand. Als der 5. Trupp den Graben verlässt, wird der Sprengstoff gezündet.
Die Truppe ruht sich nun im rückwärtigen Gebiet aus und nutzt die Ruhezeit, um zu feiern und ihre Ausrüstung zu warten. Bouffioux bringt ihnen die Post und verteilt Briefe und Pakete an die Truppe, bevor er einen Brief findet, der an Vairon adressiert ist. Demachy nimmt seinen Brief und den an Vairon adressierten und geht davon, wobei er auf dem Weg zu dem für Vairon aufgestellten Kreuz einige Blumen findet. Er legt die Blumen neben das Kreuz, zerreißt Vairons Brief und lässt die Schnipsel liegen.
Kurz darauf werden sie mit Messern, Helmen und Zigarren ausgestattet und an die Front geschickt. Dort schließen sie sich einem Angriff zur Rückeroberung eines französischen Dorfes an. Der Angriff durchbricht die erste Verteidigungslinie der Deutschen und sie sind im Begriff, die dritte Linie anzugreifen, als Hauptmann Cruchet getötet wird. Als sie den Angriff fortsetzen, wird auch Hamel getötet. Die Schlacht dauert zehn Tage, in deren Verlauf Fouillard getötet wird.
Als die verbliebenen Soldaten auf einem Friedhof Zuflucht suchen, beklagt sich einer von ihnen über den Mangel an Wasser. Einer der Soldaten geht zu dem Loch, in dem Breval, Bouffioux und ein weiterer Soldat liegen, um Breval davon zu berichten, woraufhin sie darüber diskutieren, wer zum nahe gelegenen Brunnen gehen soll, um die Feldflaschen zu füllen. Nach kurzer Diskussion beschließt Breval, selbst zu gehen. Als er sich dem Brunnen nähert, wird er von zwei Deutschen entdeckt. Sie geben einen einzigen Schuss ab, als er den Brunnen erreicht, und treffen ihn in die Brust. Demachy verlässt das Loch, obwohl Sulphart ihn daran hindern will, und kommt Breval zu Hilfe. Obwohl die beiden Deutschen auch auf ihn schießen, rettet er Breval und bringt ihn zu einem zerstörten Mausoleum. Die anderen Mitglieder der Truppe versammeln sich um ihn, müssen aber bald fliehen, als die Deutschen angreifen, und lassen Demachy und Sulphart bei Breval zurück, der stirbt. Kurz darauf wird der Friedhof von der Artillerie beschossen.
Lemoine und Sulphart kommen aus dem Fronturlaub zurück. Lemoine erzählt von seiner Zeit auf dem Bauernhof und Sulphart von seinem Besuch bei der Familie Demachy. Als Bouffioux durch ein Tor schaut, sieht er einen Konvoi von Krankenwagen vorbeifahren und stellt fest, dass es an diesem Tag sehr viele waren. Als die Verstärkung eintrifft und die Soldaten sich auf ihren Fronturlaub vorbereiten, wird ihnen mitgeteilt, dass dieser gestrichen ist und sie sich mit ihrer Ausrüstung an einem Sammelplatz einfinden sollen, um an die Front zurückzukehren.
Sie erreichen ihren Unterstand in der Nacht und hören, wie ein verwundeter französischer Soldat jenseits der Linien um Hilfe ruft. Von der Ablösung erfahren sie, dass zwei andere Soldaten bei dem Versuch, ihm zu helfen, ums Leben gekommen sind. Bouffioux wird gebeten, die erste Wache zu übernehmen, beschwert sich aber, woraufhin Lemoine seinen Platz einnimmt und den Unterstand verlässt. Als die Truppe in der Nähe Artilleriefeuer hört, ruft sie nach Lemoine, der jedoch nicht antwortet. Einer der Männer geht hinaus, um ihn zu suchen, kehrt aber bald zurück und meldet, dass er tot ist. Demachy, der als nächster an der Reihe ist, setzt sich neben den toten Soldaten und versucht, den Lärm des Verwundeten auf der anderen Seite des Schützengrabens zu übertönen.
Am nächsten Tag nehmen sie an einem Angriff teil. Artilleriegeschosse schlagen in der Nähe ihres Schützengrabens ein und eine Granate landet vor Sulphart. Ein Granatsplitter verletzt seine Hand und zwingt ihn, einen Verbandsplatz aufzusuchen. Man sagt ihm, dass er wahrscheinlich zwei Finger verlieren wird, aber er hofft, dass Demachy sicher zurückkehren wird. Während des Angriffs wird Bouffioux in die Brust geschossen und Demachy wird durch Artilleriefeuer verwundet. Ein Sanitäter versucht, ihn zu erreichen, aber auch er wird von der Artillerie getroffen und stirbt. In der Nacht versucht Demachy, zu seinem Schützengraben zurückzukriechen, muss aber vor Schmerzen stehen bleiben und legt sich an einen Baum, wo er bis zu seinem Tod bleibt.

## Produktion
Der Produzent Bernard Natan, selbst ein Veteran des Ersten Weltkriegs und Träger des Croix de Guerre, wollte den Zuschauern des Films „Hass und Verachtung für den Krieg“ vermitteln. Er hatte freie Hand, die neue Tonabteilung von Pathé zu nutzen, um Aufnahmen von Explosionen und Schüssen zu machen, was er als „Wiederherstellung des akustischen Ambientes der Schlachten“ bezeichnete. Die Kampfszenen wurden an den vom Krieg zerstörten Schauplätzen in der Champagne nachgestellt. Im Laufe der Dreharbeiten wurden wiederholt Leichen und militärische Trümmer durch die versehentliche Zündung nicht explodierter Granaten aus dem Konflikt freigelegt. Dorgelès bestand darauf, dass alle Schauspieler über Kampferfahrung verfügten.

## Veröffentlichung
Nach Abschluss der Dreharbeiten suchten Bernard und Dorgelès den Präsidenten Paul Doumer auf und fragten ihn, ob er der Premiere am 17. März 1932 im Moulin Rouge beiwohnen wolle. Er willigte ein und lud Bernard und Dorgelès auch ein, die Vorstellung in seiner persönlichen Loge zu verfolgen. Sie saßen hinter Doumer, und Bernard sagte: „Ich war unglaublich bewegt, zumal man im Saal eine Stecknadel hätte fallen hören können. Es war absolut still. Niemand gab einen Laut von sich. Plötzlich stupste mich Roland Dorgelès mit dem Ellbogen an und zeigte auf den gesenkten Kopf von Präsident Paul Doumer, der sich eine Träne wegwischte. Ich muss zugeben, dass mich das sehr berührt hat. Ich fühlte mich durch diese Träne für all meine Mühen belohnt. Doumer starb wenige Tage später.“
Der Film wurde 1932 durch die Bayerische Filmgesellschaft m.b.H. im Emelka Konzern in die deutschen Kinos gebracht. Die Regierungen vom Freistaat Braunschweig, Land Thüringen und Freistaat Mecklenburg-Schwerin bewirkten am 2. März 1933, dass die Genehmigung zur Aufführung des Filmes widerrufen wurde. Die Film-Oberprüfstelle begründete diese Entscheidung damit, dass der Film eine „Gefährdung lebenswichtiger Interessen des Staates“ darstelle. Eine neue Veröffentlichung in Deutschland fand am 10. April 1954 statt.

## Kritiken
Obwohl Die hölzernen Kreuze in Frankreich gut aufgenommen wurde, fand er außerhalb Europas kaum Beachtung. Eine Ausnahme bildete der amerikanische Film The Road to Glory aus dem Jahr 1936, der lose auf Die hölzernen Kreuze basiert. Es gab Berichte, dass Die hölzernen Kreuze aufgrund seiner realistischen Gewaltdarstellungen Kriegsveteranen in den Selbstmord trieb, wobei ein solcher Bericht erst 1962 nach der ersten TV-Ausstrahlung auftauchte.